# São Francisco Recebendo os Estigmas (Rubens)

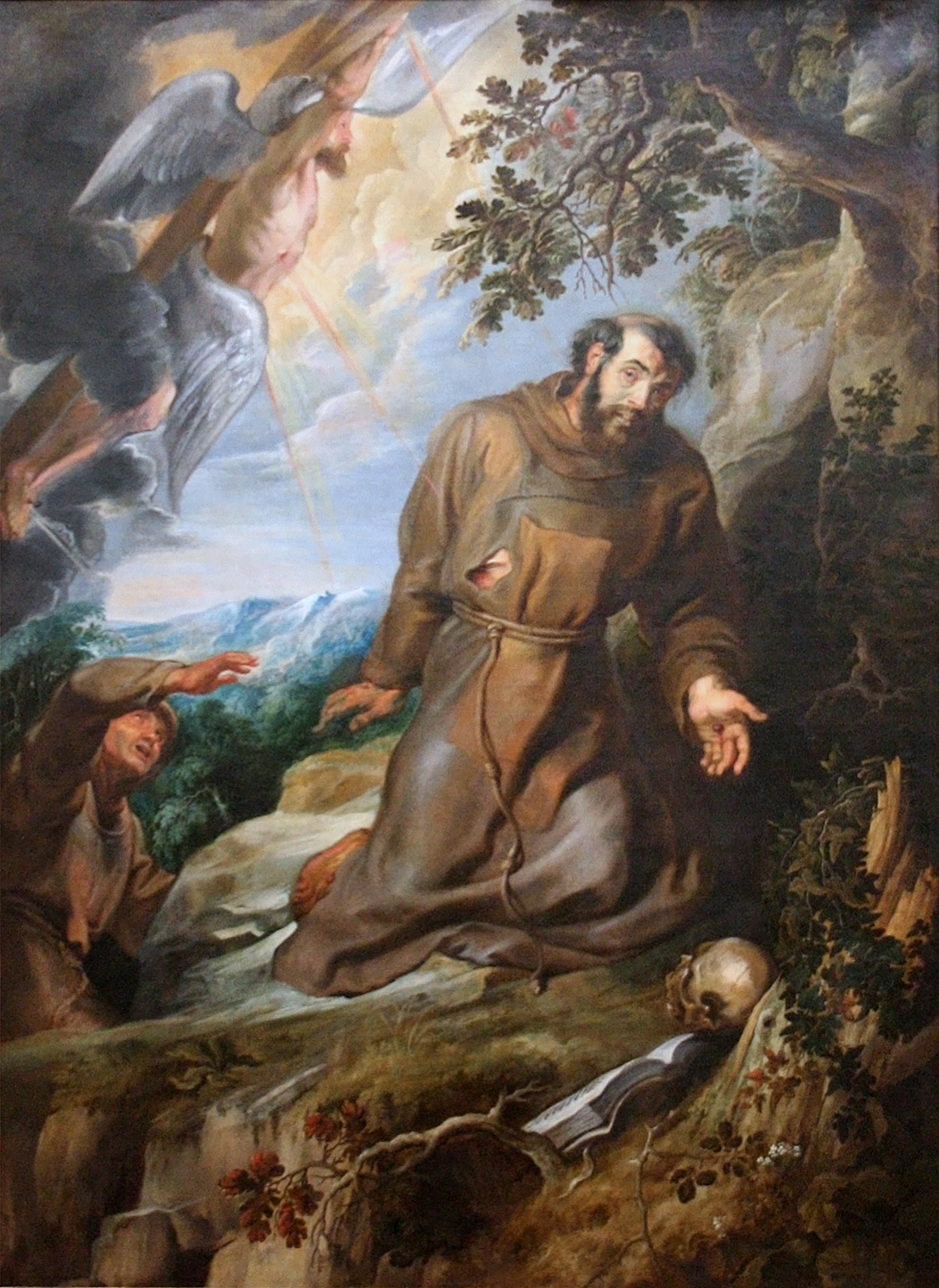
Peter Paul Rubens - São Francisco recebendo os estigmas

São Francisco Recebendo os Estigmas é uma pintura a óleo sobre tela de Peter Paul Rubens, produzida para a igreja monástica franciscana em Gante, provavelmente parte de uma encomenda de três obras para a mesma igreja. Os outros foram Santa Maria Madalena em Êxtase (Palácio de Belas Artes, Lille) e A Virgem Maria e São Francisco Salvando o Mundo da Ira de Cristo (Museu Real de Belas Artes, Bruxelas). Mede 265,5 cm (104,5 pol) x 193 cm (75,9 pol) e foi datado variadamente por volta de 1630 e entre 1615 e 1620.
Estigmas (em grego antigo: στίγματα, plural de στίγμα estigma, 'marca, mancha, marca'), no catolicismo, são feridas corporais, cicatrizes e dores que aparecem em locais correspondentes às chagas da Crucificação de Jesus: as mãos, os pulsos, os pés, perto do coração, a cabeça (da coroa de espinhos) e as costas (de carregar a cruz e açoitar). São Francisco de Assis, segundo a hagiografia católica teria sido um destes que receberam tais chagas, e foi retratado por outros grandes mestres da arte, tais como El Greco e van Eyck.